# 1397 Umtata
Umtata (asteróide 1397) é um asteróide da cintura principal, a 2,0114523 UA. Possui uma excentricidade de 0,25063 e um período orbital de 1 606,25 dias (4,4 anos).
Umtata tem uma velocidade orbital média de 18,17967147 km/s e uma inclinação de 3,51358º.
Esse asteróide foi descoberto em 9 de Agosto de 1936 por Cyril Jackson.